# Lomaptera mayri
Lomaptera mayri är en skalbaggsart som beskrevs av Valck Lucassen 1961. Lomaptera mayri ingår i släktet Lomaptera och familjen Cetoniidae. Inga underarter finns listade i Catalogue of Life.